# Fit for an Autopsy
Fit for an Autopsy (FFAA) ist eine Deathcore-Band aus New Jersey, die 2008 gegründet wurde.

## Geschichte
Sänger Nate Johnson spielte bereits vorher in anderen, teilweise bekannten Bands in der Death-Metal- und Deathcore-Szene. Er spielte bereits bei Through the Eyes of the Dead, Burnt by the Sun und Deadwater Drowning. Gründungsmitglied Seth Coleman spielte zuvor bei The Acacia Strain. Coleman ist allerdings aus der Band ausgestiegen.
Fit for an Autopsy stehen bei Black Market Activities, einem Sub-Label von Metal Blade Records, unter Vertrag. Das Debütalbum The Process of Human Extermination erschien am 21. Juni 2011 und wird weltweit verkauft. Zuvor veröffentlichte Fit for an Autopsy eine Demo-CD im Jahr 2008 und eine EP Hell on Earth ein Jahr später.
Damals spielten neben Sänger Nate Johnson, Bassist Charlie Busacca, Schlagzeuger Brian Mathis (Forgetting Tomorrow) sowie die Gitarristen Will Putney (Forgetting Tomorrow, ex-Nothing Left to Mourn, ex-Signed with Hate) und Pat Sheridan (Nothing left To Mourn, Shattered Realm).
Mit dem Album Hellbound kam die Band 2013 erstmals in die US-Hard-Rock-Charts. Dort konnte sich auch zwei Jahre später Absolute Hope, Absolute Hell in den Top 20 platzieren. Mit dem vierten Studioalbum The Great Collapse kamen sie erstmals auch in die offiziellen Albumcharts.

## Diskografie

### Alben
- 2011: The Process of Human Extermination (Black Market Activities)
- 2013: Hellbound (Goodfight Entertainment)
- 2015: Absolute Hope Absolute Hell
- 2017: The Great Collapse (Long Branch Records)
- 2019: The Sea of Tragic Beasts (Nuclear Blast)
- 2022: Oh What the Future Holds (Nuclear Blast)
- 2024: The Nothing That Is (Nuclear Blast)

### Sonstige Veröffentlichungen
- 2008: Demo 2008 (Demo)
- 2009: Hell on Earth (EP)
- 2016: The Depression Sessions (Split-EP mit Thy Art Is Murder und The Acacia Strain, Nuclear Blast)
- 2020: Fear Tomorrow (Single, Nuclear Blast)
- 2023: The Aggression Sessions (Split-EP mit Thy Art Is Murder und Malevolence)